# Dasineura shinjii
Dasineura shinjii är en tvåvingeart som beskrevs av Skuhrava 1986. Dasineura shinjii ingår i släktet Dasineura och familjen gallmyggor. Inga underarter finns listade i Catalogue of Life.